# Gricignano di Aversa
Gricignano di Aversa község (comune) Olaszország Campania régiójában, Caserta megyében.

## Fekvése
A megye déli részén fekszik, Nápolytól 15 km-re északra valamint Caserta városától 13 km-re délnyugati irányban. Határai: Aversa, Carinaro, Orta di Atella, Cesa, Marcianise és Succivo.

## Története
A település első említése a longobárd időkből származik, bár egyes történészek valószínűsítik, hogy egy ókori oszk település helyén épült fel. Más vélemények szerint atellai lakosok alapították a kora középkorban. A következő századokban nemesi birtok volt. A 19. században nyerte el önállóságát, amikor a Nápolyi Királyságban felszámolták a feudalizmust.

## Népessége
A népesség számának alakulása:

## Főbb látnivalói
- Sant’Andrea-templom
- Palazzo Ducale